# Herman Mulder
Johannes Hendrik (Herman) Mulder (Amsterdam, 12 december 1894 – aldaar, 28 april 1989) was een Nederlands componist en zangpedagoog.
Hij was zoon van Johannes Hermanus Mulder en Frederika Arina Vestdijk. Hij was getrouwd met Elisabeth Maria van der Plas (1904-1942) en Alida Baartscheer (1904-1986, pianolerares). Dochter Mathilde/Tilly Mulder was getrouwd met Adriaan Kortlandt.
Hij kreeg zijn muziekopleiding aan het Conservatorium van Amsterdam met docenten als Anton Tierie en Sem Dresden  (muziektheorie) en Hendrik van Oort (zang), Jean-Baptiste de Pauw en Karel de Jong (zang). Om een loopbaan te ontwikkelen als concertzanger nam hij aanvullende lessen bij zangeres Jacoba Dhont. Hij werd al snel docent aan de Volksmuziekschool in Amsterdam als ook leraar muziektheorie.
In weerwil van al die leraren was hij als componist voornamelijk autodidact. Gedurende zijn leven kwam een hele reeks composities uit zijn pen, maar zij werden net zo snel vergeten en als geschreven. Op zijn werklijst staan onder andere:
- veertien symfonieën
  - zijn vierde, dat opus 114 droeg, eendelig en van circa 20 minuten lengte, kreeg in 1961 een muziekprijs bij het Koningin Elisabethwedstrijd te Brussel) na uitvoeringen van het Symfonieorkest van de BRT onder leiding van Franz André
- minstens tien strijkkwartetten (zijn negende uit 1956 leverde hem een derde prijs op op het Concours Quator in Luik)
- pianoconcerten
- 1962: Liederen met klein orkest
- 1965: Pianokwartet
- 1966: Concertino voor viool en kamerorkest
- 1966: Concertino voor hobo en kamerorkest
- 1971: Funérailles (opus 157, in memoriam Simon Vestdijk)
- 1983: Sonate voor piano nr.5 (opus 195)

Mulder was neef van Simon Vestdijk, die hij lessen in muziektheorie gaf. Hun discussies over pianosonates van Wolfgang Amadeus Mozart en Joseph Haydn resulteerde in Vestdijks De dubbele weegschaal (verzamelde muziekessays).